# Acacia chiapensis
Acacia chiapensis é uma espécie de legume da família das Fabaceae.
Apenas pode ser encontrada no México.